# Petro Chartsjenko

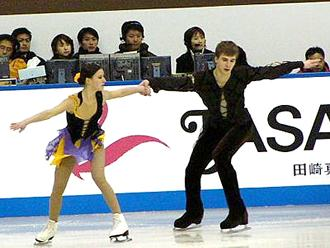
Chartsjenko en Volosozjar (2003)

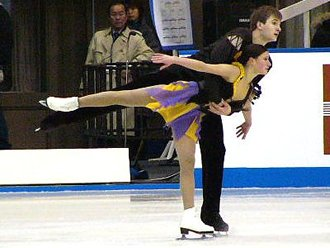
Chartsjenko en Volosozjar (2003)

Petro Chartsjenko (Oekraïens: Петро Харченко; Dnipro, 2 maart 1983) is een Oekraïens voormalig kunstschaatser.

## Biografie
Chartsjenko begon in 1987 met kunstschaatsen. Hij schaatste als junior vier jaar met zijn partner Tatjana Volosozjar. Ze trainden in Dnipro (dat toen Dnjepropetrovsk heette) onder erbarmelijke omstandigheden, totdat ze in 2003 konden verhuizen naar Kiev. Met haar won Chartsjenko diverse Junior Grand Prix-wedstrijden. In 2004 werden ze Oekraïens kampioen. Volosozjar werd later gekoppeld aan achtereenvolgens Stanislav Morozov en Maksim Trankov. Met de laatste werd ze in 2014 tweevoudig olympisch kampioen (bij de paren en met het landenteam).

## Belangrijke resultaten
2000-2004 met Tatjana Volosozjar
| Kampioenschap            | 00/01 | 01/02 | 02/03  | 03/04  |
| ------------------------ | ----- | ----- | ------ | ------ |
| Wereldkampioenschap      |       |       | 17e    | 14e    |
| Europees kampioenschap   |       |       | 7e     | t.z.t. |
| Nationaal kampioenschap  | 4e    |       | Zilver | Goud   |
| WK junioren              | 13e   | 10e   | 7e     | 5e     |
| Junior Grand Prix-finale |       | 7e    |        | 4e     |
| NK junioren              |       | Goud  |        |        |